# Rasmus Wremer
Rasmus Wremer (* 4. September 1982 in Mullsjö) ist ein schwedischer Handballtrainer und ehemaliger Handballspieler.
Der 1,82 m große Wremer, der zuletzt für den schwedischen Club IFK Skövde HK spielte und für die schwedische Nationalmannschaft auflief, wurde größtenteils als Linksaußen eingesetzt. 
Wremer begann in seiner Heimatgemeinde Mullsjö mit dem Handballspiel. Später spielte er bei IF Hallby; 1997 schloss er sich dem Erstligisten IFK Skövde HK an, wo er auch in der schwedischen Eliteserie debütierte. Zunächst nur Mittelmaß, zog Skövde 2007 ins Finale der schwedischen Meisterschaft ein; Wremer allerdings hatte sich bereits im Viertelfinale gegen Lugi Lund einen Kreuzbandriss zugezogen und fiel aus. Trotzdem geriet Wremer als Torschützenkönig der Saison 2006/07 ins Blickfeld anderer Vereine, sodass er schließlich vom dänischen Verein AaB Håndbold Aalborg unter Vertrag genommen wurde. Mit Aalborg gewann er 2010 die dänische Meisterschaft. Im Jahr 2011 wechselte Wremer zu IFK Skövde HK. Nach der Saison 2020/21 beendete er dort seine Karriere. Er bestritt 470 Spiele für Skövde, in denen er 1879 Tore warf.
Direkt im Anschluss schloss sich Wremer dem Trainerstab von IFK Skövde HK an, bei dem er das Einzeltraining mit den Außenspielern leitet.
Wremer gewann im Jahr 2003 mit Schweden die U-21-Weltmeisterschaft. Er bestritt elf Länderspiele für die schwedische Nationalmannschaft, nahm aber nie an einem großen Turnier teil.